# Слободка (Омская область)
Слободка — деревня в Нижнеомском районе Омской области. Входит в состав Соловецкого сельского поселения.

## История
Основана в 1911 г. В 1928 г. деревня Слободино состояла из 55 хозяйств, основное население — русские. В составе Соловецкого сельсовета Калачинского района Омского округа Сибирского края.

## Население
| 2010 |
| ---- |
| 114  |